# ويليام دوني
ويليام دوني هو مستكشف كندي، ولد في 1820، وتوفي في 1893.